# Spasti Leningrad
Spasti Leningrad (russisk: Спасти Ленинград) er en russisk spillefilm fra 2019 af Aleksej Kozlov.

## Medvirkende
- Maria Melnikova som Anastasija Alexandrovna 'Nastja' Tkacjova
- Andrej Mironov-Udalov som Konstantin Nikolajevich 'Kostja' Gorelov
- Gela Meskhi som Vadim Petrucjik
- Anastasija Melnikova som Marija Nikolajevna Tkacjova
- Valerij Degtjar som Aleksandr Naumovitj Tkatjov